# Aberdeen (Texas)
Aberdeen è una comunità non incorporata della contea di Collingsworth, nel Texas.

## Storia
Un ufficio postale fu istituito ad Aberdeen nel 1889, e rimase in funzione fino al 1942. La comunità è intitolata al conte di Aberdeen.